# Dannelbourg
Dannelbourg (Duits: Dannelburg) is een gemeente in het Franse departement Moselle (regio Grand Est) en telt 470 inwoners (2005). De plaats maakt deel uit van het arrondissement Sarrebourg-Château-Salins.

## Geografie
De oppervlakte van Dannelbourg bedraagt 2,9 km², de bevolkingsdichtheid is 162,1 inwoners per km².
De onderstaande kaart toont de ligging van Dannelbourg met de belangrijkste infrastructuur en aangrenzende gemeenten.

## Demografie
Onderstaande figuur toont het verloop van het inwonertal (bron: INSEE-tellingen).